# Pistolet Astra Model 1911
Astra Model 1911 – hiszpański pistolet samopowtarzalny. Broń wzorowana na pistolecie Browning M1903, ale z uwagi na zastosowanie słabszego naboju o mniejszych wymiarach. W latach 1911–1914 pistolet produkowany był pod marką Victoria. W 1916 roku rozpoczęto produkcję zmodyfikowanej wersji wyposażonej w samoczynny bezpiecznik chwytowy. Produkcję pistoletu Astra Model 1911 zakończono w 1918 roku.

## Opis
Astra Model 1911 była bronią samopowtarzalną, działającą na zasadzie odrzutu zamka swobodnego.
Pistolet był zasilany ze wymiennego, jednorzędowego magazynka pudełkowego o pojemności 7, umieszczonego w chwycie.
Lufa gwintowana posiadała 7 bruzd prawoskrętnych.
Przyrządy celownicze mechaniczne, stałe (muszka i szczerbinka).